# 德國腦瘤協會
德國腦瘤協會（德語：Deutsche Hirntumorhilfe e.V.）是一個設在萊比錫的非營利組織，為腦瘤患者提供資訊和支持。自1998年成立以來，已有來自14個國家的500多名會員註冊。該協會得到患者和他們的家庭成員以及衛生專業人員和科學家的支持。一個關鍵的目標是尋求腦瘤的治療方法。
德國海倫特莫爾基金會（Deutsche Hirntumorhilfe）支持科學和研究，特別是在神經腫瘤學領域。根據其座右銘「知識創造未來」，該協會特別關注科學研究的進步。除了向腦瘤患者提供有關治療標準和程序的最新資訊外，該組織還支持神經腫瘤學研究項目並促進知識的國際轉讓。促進腦瘤治療中涉及的所有專業領域的跨學科合作是其主要目標之一。
為了向所有腦瘤患者及其家屬致敬，德國腦瘤協會於2000年宣布將世界腦瘤日作為國際紀念日。每年的6月8日都會舉行慶祝活動。

## 外部連結
- Deutsche Hirntumorhilfe （页面存档备份，存于）
- Online support for patients - Service of Deutsche Hirntumorhilfe （页面存档备份，存于）